# Неходзін
Неходзін (пол. Niechodzin) — село в Польщі, у гміні Цеханув Цехановського повіту Мазовецького воєводства.
Населення — 241 особа (2011).
У 1975—1998 роках село належало до Цехановського воєводства.

## Демографія
Демографічна структура станом на 31 березня 2011 року:
|          | Загалом | Допрацездатний вік | Працездатний вік | Постпрацездатний вік |
| -------- | ------- | ------------------ | ---------------- | -------------------- |
| Чоловіки | 127     | 20                 | 91               | 16                   |
| Жінки    | 114     | 16                 | 68               | 30                   |
| Разом    | 241     | 36                 | 159              | 46                   |